# Ҟ

Kyrillischer Groß- und Kleinbuchstabe des Q'

Das Ҟ (Kleinbuchstabe ҟ) ist ein Buchstabe des kyrillischen Alphabets, der sich vom К ableitet. Verwendet wird es nur in der abchasischen Sprache, wo es für den uvularen Ejektiv [⁠qʼ⁠] steht und in deren Alphabet es der 26. Buchstabe ist. Bei der Transliteration ins lateinische Alphabet wird es mit k̄ wiedergegeben, im georgischen Alphabet mit ყ.

## Zeichenkodierung
| Standard  | Standard    | Majuskel Ҟ                             | Minuskel ҟ                           |
| --------- | ----------- | -------------------------------------- | ------------------------------------ |
| Unicode   | Codepoint   | U+049E                                 | U+049F                               |
| Unicode   | Name        | CYRILLIC CAPITAL LETTER KA WITH STROKE | CYRILLIC SMALL LETTER KA WITH STROKE |
| UTF-8     | UTF-8       | D2 9E                                  | D2 9F                                |
| XML/XHTML | dezimal     | &#1182;                                | &#1183;                              |
| XML/XHTML | hexadezimal | &#x049E;                               | &#x049F;                             |